# Bolesław Pytel
Bolesław Wilhelm Pytel (ur. 1 lipca 1883 w Hołyniu, zm. 20 czerwca 1940 w Palmirach) – pułkownik piechoty Wojska Polskiego.

## Życiorys
Bolesław Wilhelm Pytel urodził się 1 lipca 1883 roku w Hołyniu, w ówczesnym powiecie kałuskim Królestwa Galicji i Lodomerii, w rodzinie Bolesława i Walerii. Ukończył seminarium nauczycielskie i nauczycielski kurs matematyczno-przyrodniczy.
W czasie I wojny światowej, od 14 sierpnia 1914, walczył w Legionach Polskich. Był oficerem 3 pułku piechoty i 4 pułku piechoty Legionów. 11 listopada 1914 roku awansował na chorążego, 20 sierpnia 1915 roku – podporucznika, a 1 lipca 1916 roku – porucznika. Uczestnik przejścia II Brygady Legionów na Ukrainę. Następnie służył w II Korpusie Wschodnim i dywizji gen. L. Żeligowskiego na Kubaniu i w Odessie.
W 1920 roku pełnił służbę w 30 pułku Strzelców Kaniowskich. 15 lipca 1920 roku został zatwierdzony w stopniu majora, w piechocie, ze starszeństwem z dniem 1 kwietnia 1920 roku, w grupie oficerów byłych Legionów Polskich. W okresie od 27 sierpnia 1920 roku do 27 lutego 1921 roku dowodził 39 pułkiem piechoty Strzelców Lwowskich.

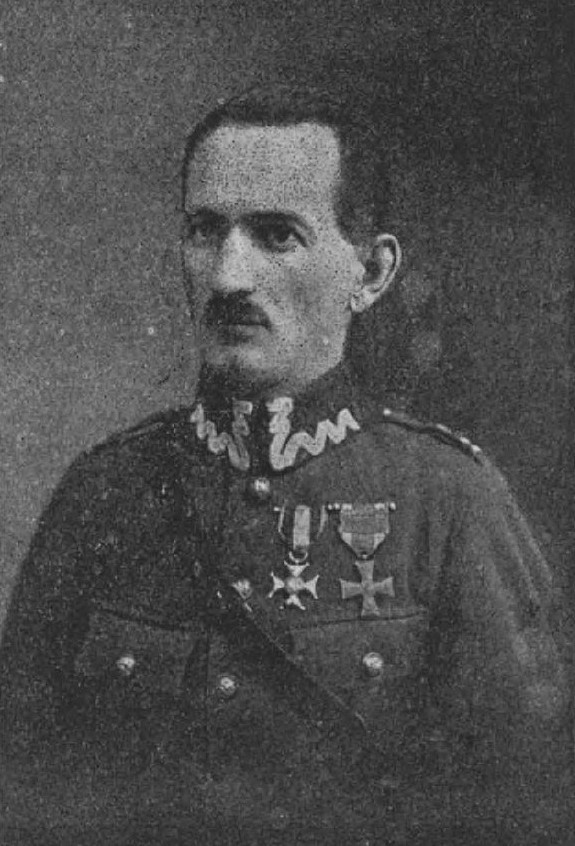
Bolesław Pytel (-1928)

3 maja 1922 roku został zweryfikowany w stopniu majora ze starszeństwem z dniem 1 czerwca 1919 roku i 221. lokatą w korpusie oficerów piechoty. W 1923 roku dowodził II batalionem 78 pułku piechoty w Baranowiczach. 20 października 1923 roku został przeniesiony do 7 pułku piechoty Legionów w Chełmie na stanowisko zastępcy dowódcy pułku. 3 października 1924 roku został przeniesiony do Korpusu Ochrony Pogranicza na stanowisko dowódcy 10 batalionu granicznego w Krasnem nad Uszą. 1 grudnia 1924 roku został awansowany na podpułkownika ze starszeństwem z dniem 15 sierpnia 1924 roku i 59. lokatą w korpusie oficerów piechoty. 31 października 1927 roku został przeniesiony z KOP do 52 pułku piechoty Strzelców Kresowych w Złoczowie na stanowisko zastępcy dowódcy pułku. 26 kwietnia 1928 roku został mianowany dowódcą 26 pułku piechoty w Gródku Jagiellońskim. 24 grudnia 1929 roku awansował na pułkownika ze starszeństwem z dniem 1 stycznia 1930 roku i 14. lokatą w korpusie oficerów piechoty. Z dniem 31 sierpnia 1933 roku został przeniesiony w stan spoczynku.
Był członkiem prezydium honorowego Małopolskiego Strażackiego Klubu Sportowego „Leopolia”. Był kierownikiem Bratniej Pomocy, członkiem zarządu Lwowskiego Oddziału Związku Legionistów Polskich, komendantem Koła Czwartaków, prezesem Okręgu Warszawskiego Związku Kaniowczyków i Żeligowczyków oraz komendantem okręgowym Junackiego Hufca Pracy. Był także redaktorem i wydawcą tygodnika „Reduta” we Lwowie.
Na podstawie zarządzenia personalnego L.dz. 3846/IV-1 szefa Biura Personalnego Ministerstwa Spraw Wojskowych pułkownik w stanie spoczynku Bolesław Wilhelm Pytel, zamieszkały na ulicy Felińskiego 18 m. 1 (Żoliborz Oficerski) został powołany do służby stałej, wyznaczony dowódcą Gdańskiej Brygady Obrony Narodowej i zobowiązany do stawienia się 5 września 1939 roku o godz. 12.00 u generała brygady Kazimierza Sawickiego w Państwowym Urzędzie Wychowania Fizycznego i Przysposobienia Wojskowego przy ul. Myśliwieckiej 3/5/7.
Rozstrzelany 20 czerwca 1940 roku w Puszczy Kampinoskiej pod Palmirami. Po wojnie jego ciało zostało ekshumowane i pochowane na cmentarzu w Palmirach.

## Ordery i odznaczenia
- Krzyż Srebrny Orderu Wojskowego Virtuti Militari nr 6719
- Krzyż Niepodległości (12 maja 1931)[19]
- Krzyż Walecznych (dwukrotnie, po raz pierwszy w 1921)[20]
- Złoty Krzyż Zasługi (19 października 1926)[21][1]
- Medal Pamiątkowy za Wojnę 1918–1921[1]
- Medal Dziesięciolecia Odzyskanej Niepodległości[1]
- Brązowy Medal za Długoletnią Służbę[1]